# 4世紀

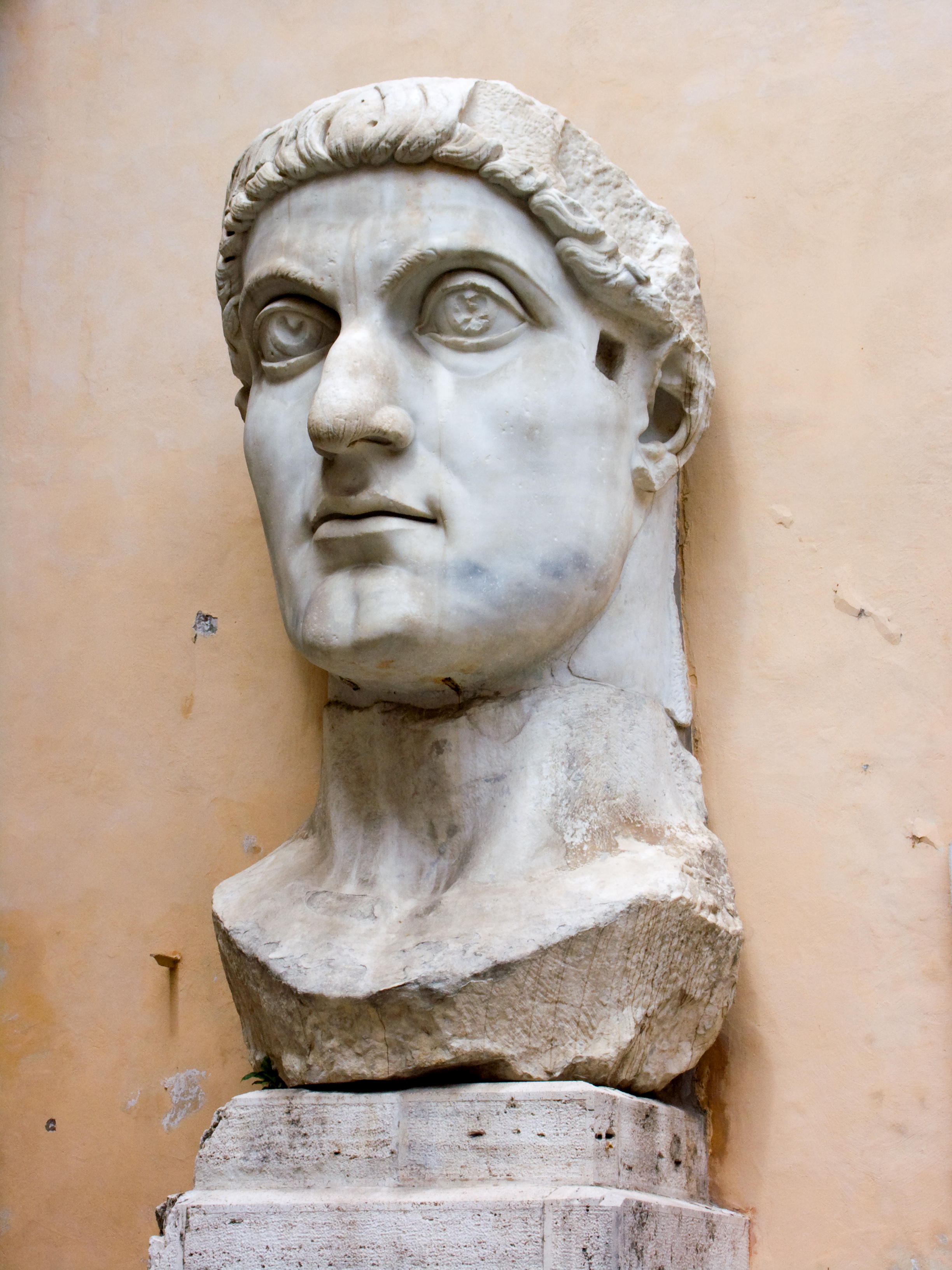
皇帝コンスタンティヌス1世。ミラノ勅令によりキリスト教を公式に認め新首都コンスタンティノポリスを造営した。画像はローマのカピトリーノ美術館にある皇帝の巨像（コロッスス）。

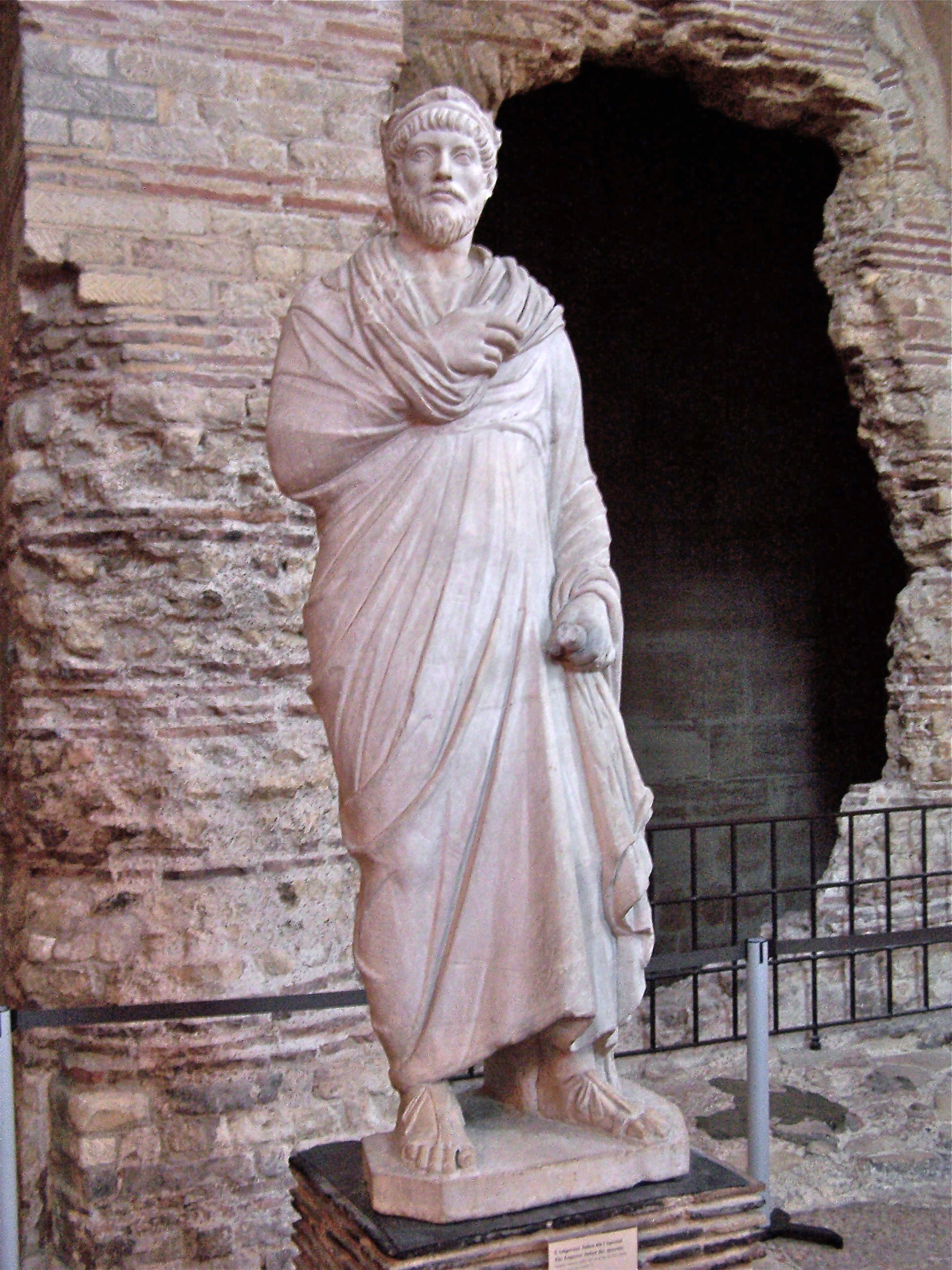
背教者・皇帝ユリアヌス。ローマ帝国のキリスト教化が進む中で古来の神々の復興を意図するも早すぎる死によりその計画は挫折した。画像はパリのクリュニー中世美術館にある皇帝の像。

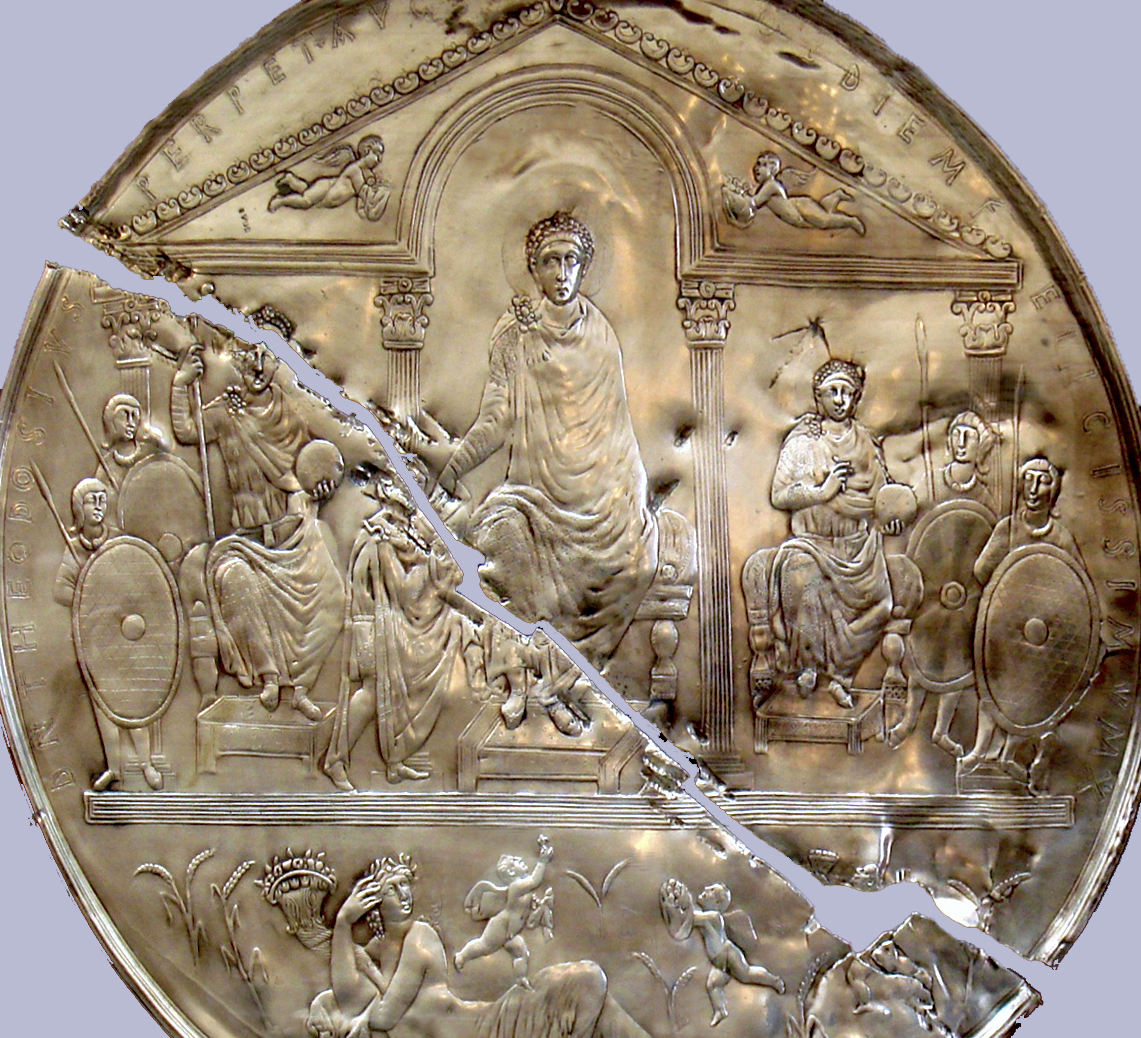
最後の統一ローマ皇帝テオドシウス1世。この皇帝の遺詔によりローマ帝国は東西に分裂した。画像は「テオドシウスの銀皿（Missorium Theodosii）」（スペインのメリダ国立ローマ博物館蔵）のレプリカ。

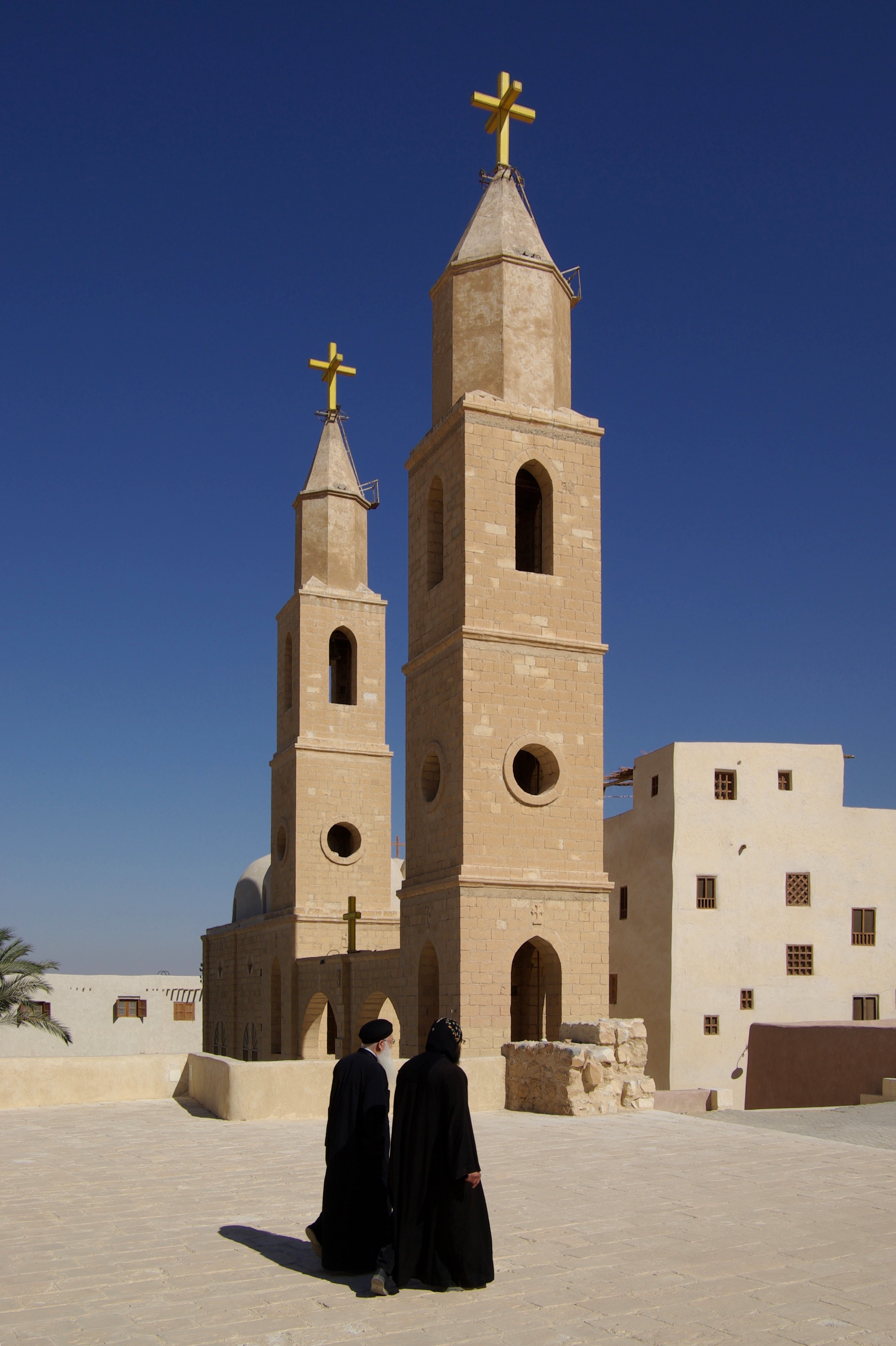
キリスト教修道制の始まり。エジプトの大アントニオスらの砂漠の師父により修道生活の基礎が築かれた。画像は大アントニオスを追慕して356年に建てられたエジプトのスエズ県にあるコプト教会の「聖アントニオス修道院」。

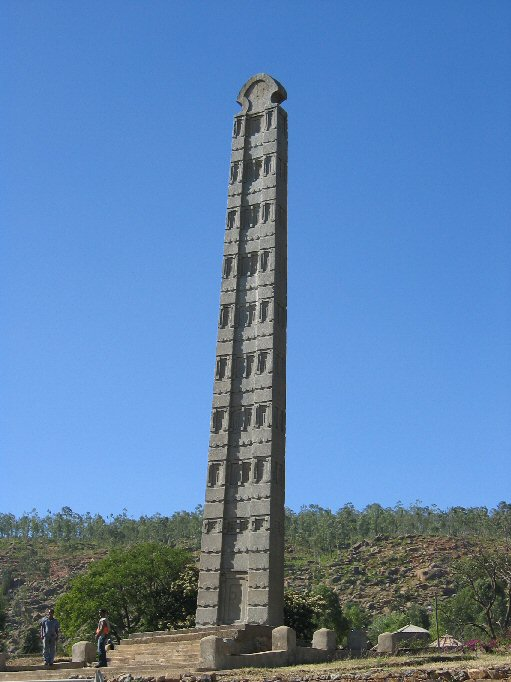
アクスム王国の勃興。クシュ王国を滅ぼし現在のエチオピアの地に成立したのがアクスム王国で、最も古くからキリスト教を受容していたことでも知られている。画像はキリスト教に改宗したエザナ王によるオベリスク（石柱）で24mの高さがある。

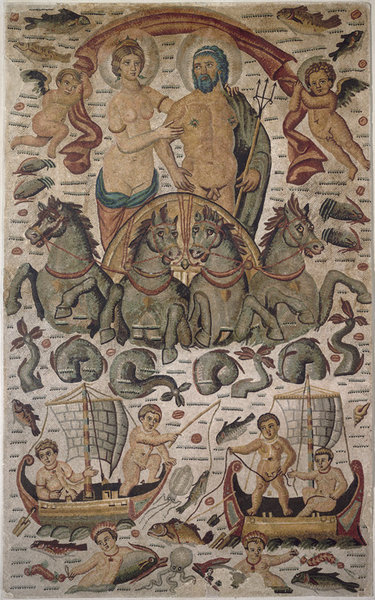
北アフリカの都市キルタ。現在のアルジェリア北部の都市で帝位争奪戦から荒廃したが、4世紀初頭に再建され皇帝コンスタンティヌス1世の名に因んでコンスタンティーヌとなって現在に至る。画像はキルタ遺跡のモザイクで海神ネプトゥルヌスとアンフィトリテの多神教のモチーフが用いられている。

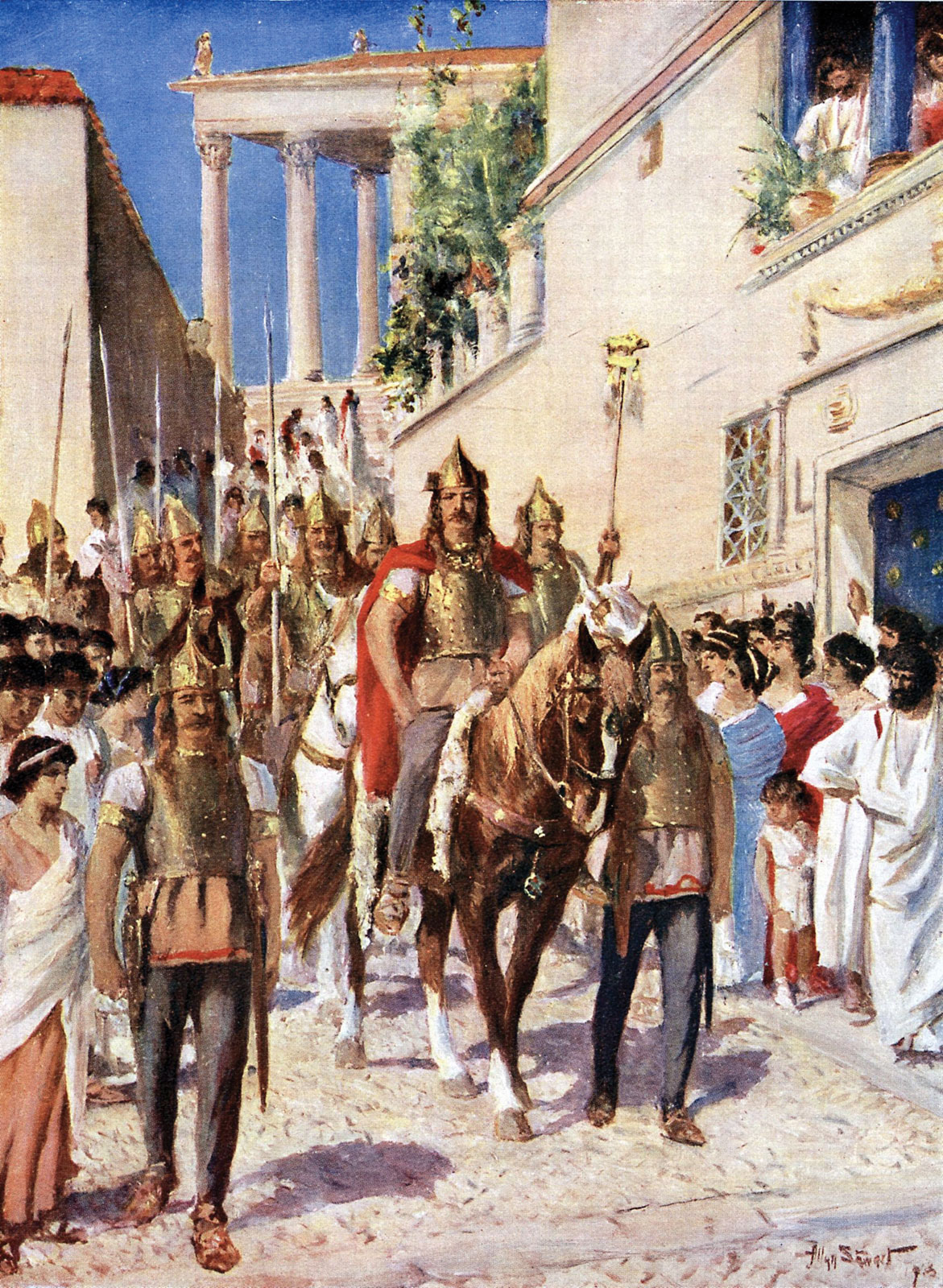
ゲルマン民族の大移動。ローマ帝国との国境を越えたゲルマン諸族は各地で混乱や衝突を起こした。画像は1920年代に描かれた西ゴート族の王アラリック1世のアテナイ入城（395年）の挿絵。

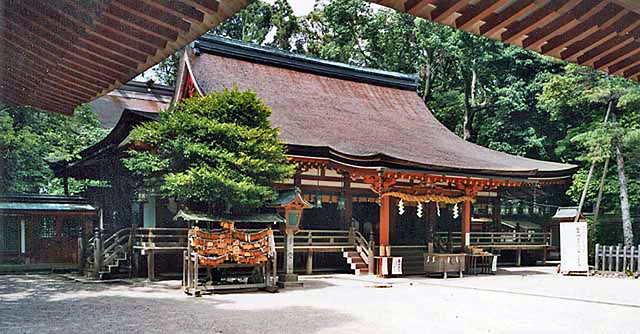
七支刀が所蔵されている石上神宮。ここの七支刀が『日本書紀』神功記に記載のある百済から奉献されたものだと推定されている。この事実は刃に書かれた銘文を介して知ることができる。(泰[和] 四年 十一月十六日 丙午 正陽 造百鍊鐵七支刀 [出]辟百兵 宜 供供侯王□□□□作) 。

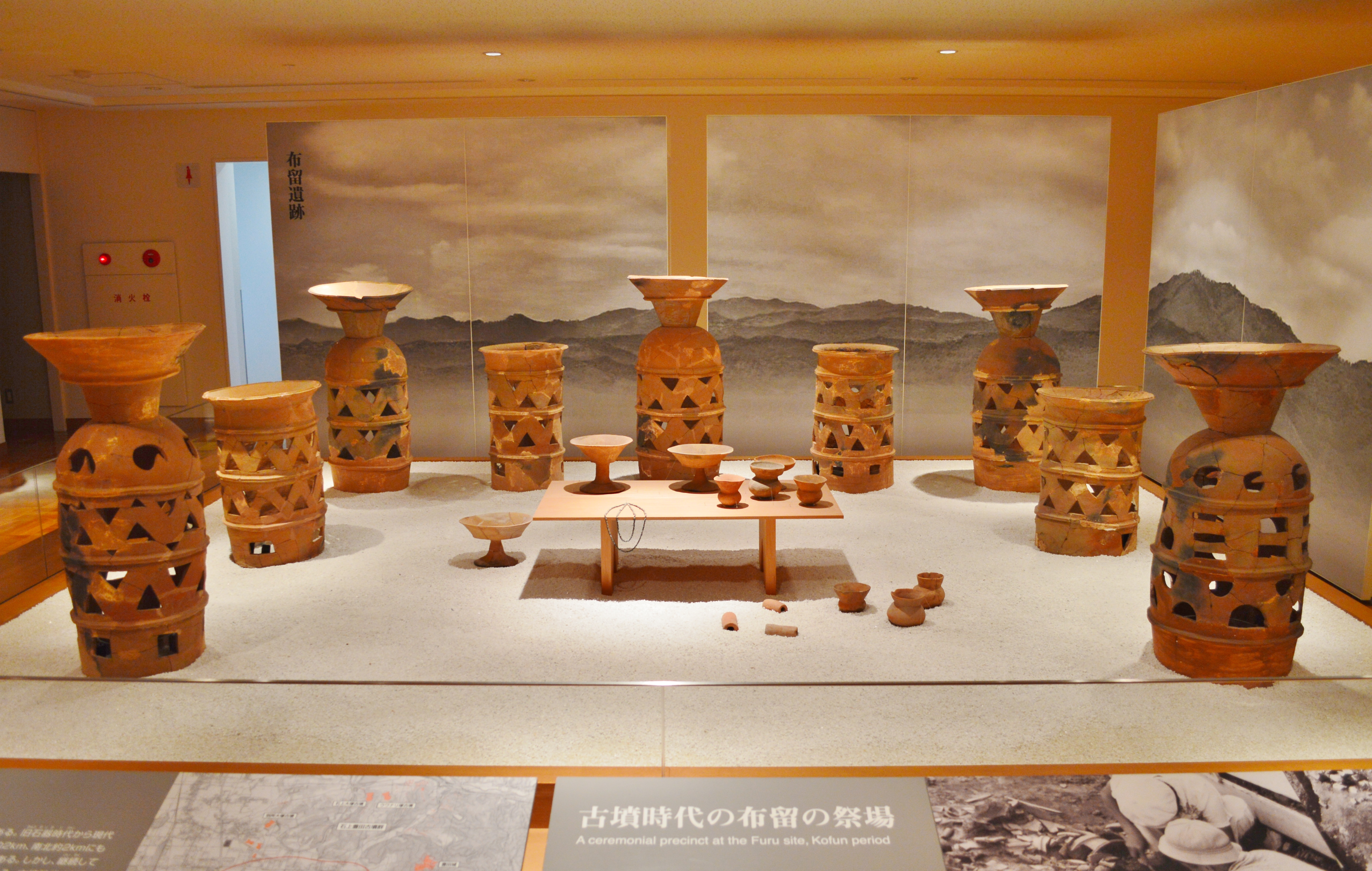
朝顔形埴輪。円筒埴輪の一種で、基台の上に朝顔のような器がついた形状からその名がある。3世紀の古墳には見られないが4世紀には数多く出現する。画像は布留遺跡出土の朝顔形埴輪と円筒埴輪・土師器（天理大学附属天理参考館蔵）。

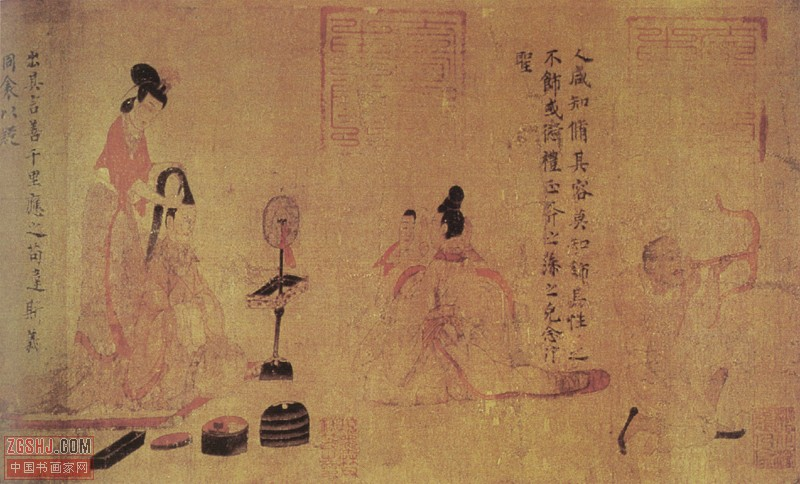
画聖顧愷之。顧愷之は東晋の画家で、画絶・才絶・癡絶の三絶を備えると云われていた人物。画像は代表作「女史箴図」（大英博物館蔵）。

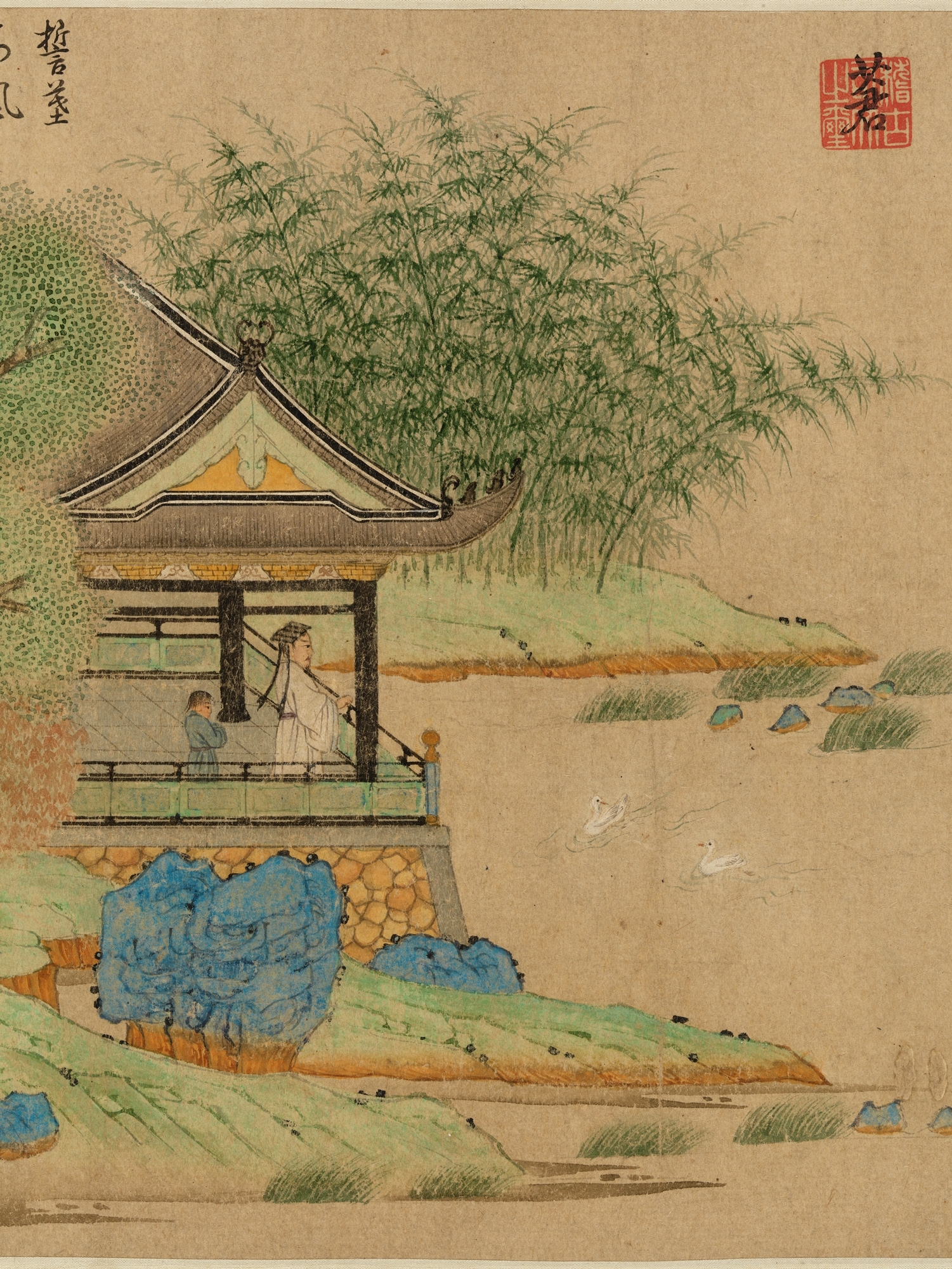
書聖王羲之。王羲之は東晋の書家で「蘭亭序」他の作で知られ、歴代皇帝にも愛好された。画像は宋末元初の文人画家銭選が王羲之を画題として描いた「蘭亭観鵝図」（台湾・国立故宮博物院蔵）。

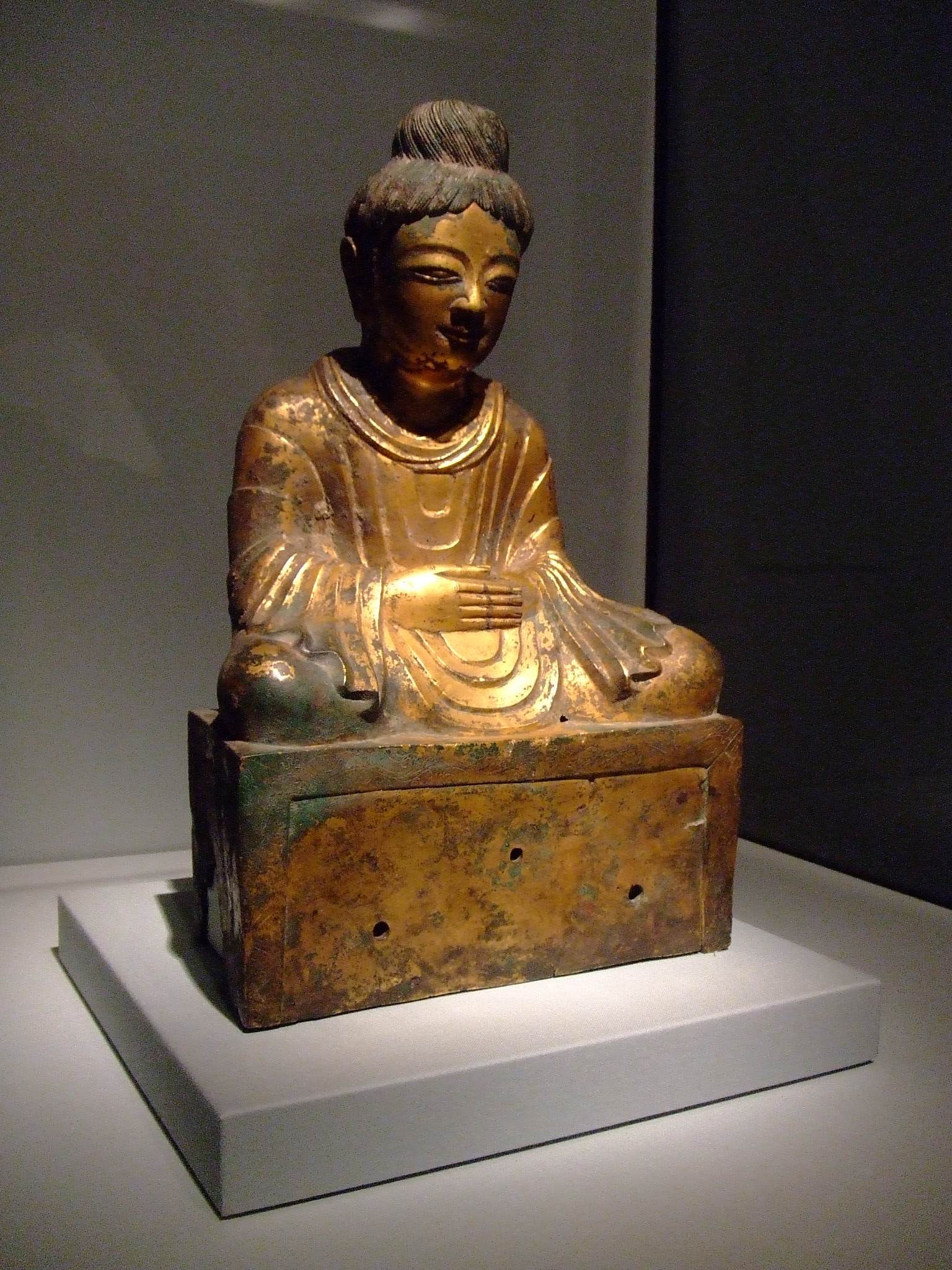
中国最古の仏像。紀元前後に到来した仏教がこの時代に中国の民間にも定着した。画像は五胡十六国の一つ後趙の年号「建武四年（338年）」の記年銘のある金銅仏坐像サンフランシスコ・アジア美術館蔵）。

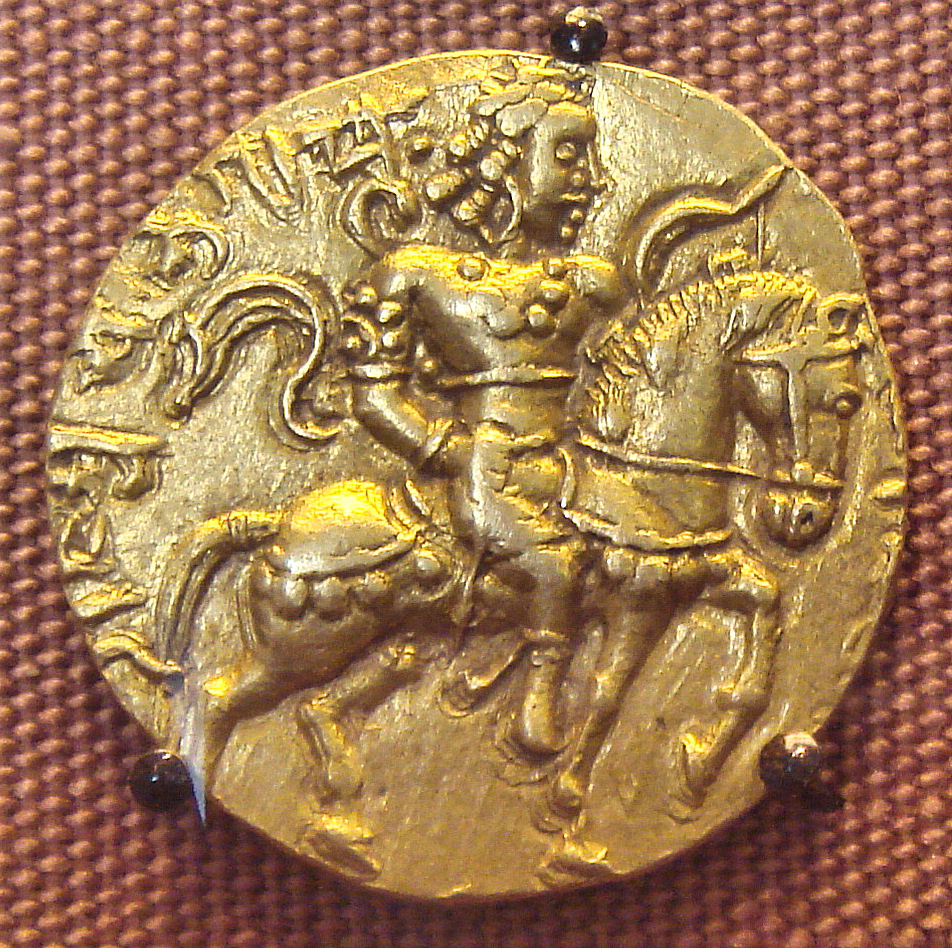
チャンドラグプタ2世の金貨。チャンドラグプタ2世はインド・グプタ朝の領土を最大に広げ、繁栄をもたらした。

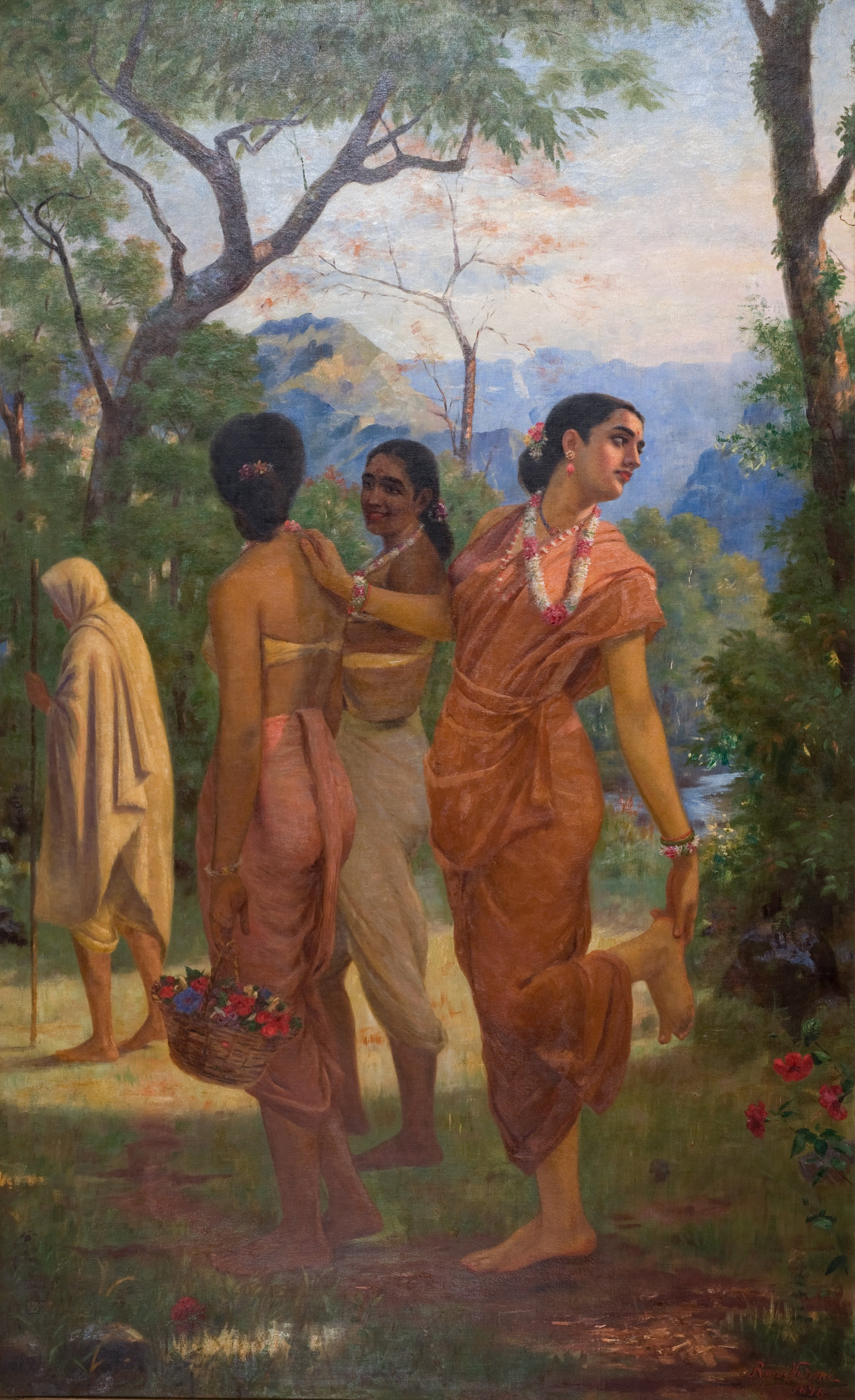
『シャクンタラー』。指輪をめぐるシャクンタラー姫の数奇な運命の物語でチャンドラグプタ2世王時代の宮廷詩人カーリダーサによりまとめられたとされる。画像はラヴィ・ヴァルマによる物語絵。

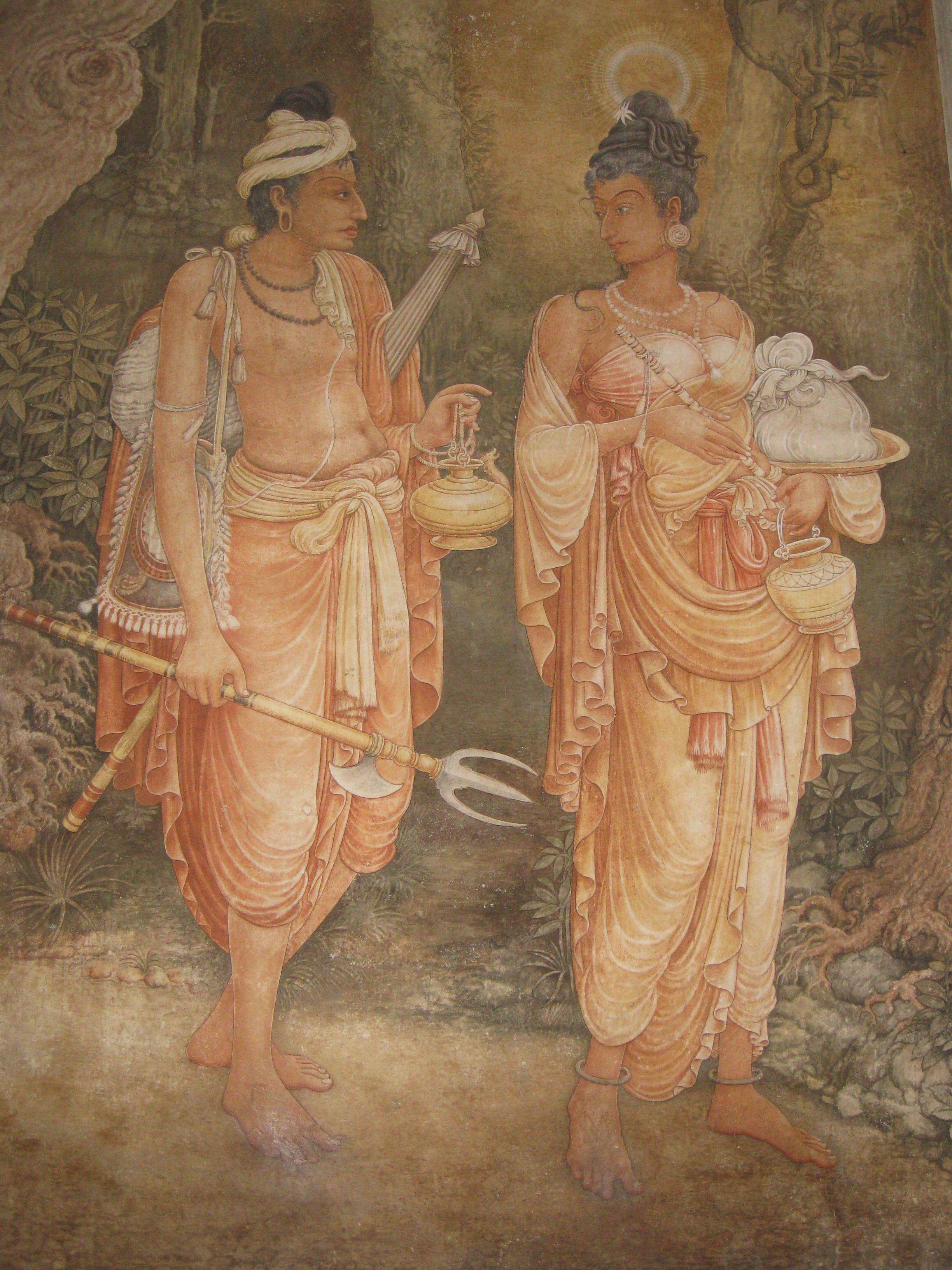
仏歯招来。歴史書『ダータワンサ』によるとカリンガ国の王女へーママーラとその夫ダンタによって仏歯がこの時代のスリランカに秘密に持ち運ばれたと伝える。画像はコロンボ近郊にあるケラニ・ラジャ・マハ・ヴィハーラ寺院にある仏歯招来の場面の壁画。

4世紀（よんせいき）は、西暦301年から西暦400年までの100年間を指す世紀。

## できごと
- 日本では古墳時代にあたる。

- 4世紀初め 
  - 福岡県沖ノ島で盛んに祭祀が行われる（平安時代初期頃まで続いた）。
  - イタリアのシチリア島ヴィッラ・ロマーナ・デル・カサーレ遺跡のモザイク壁画が作られる。

### 300年代
- 301年
  - 9月3日にサンマリノが独立。
  - アルメニア王ティリダテス3世（英語版）によりアルメニアが世界初のキリスト教国となる。
- 303年 - ディオクレティアヌスによる最後のキリスト教徒大迫害。
- 304年 - 匈奴の劉淵が大単于を自称。華北は五胡十六国時代の戦乱に入る。
- 305年 - ディオクレティアヌスが退位し、テトラルキア体制が動揺する。
  - ディオクレティアヌスはサロナ近郊のスプリトの宮殿に引退する。
  - この時期までにローマのディオクレティアヌス浴場が完成する。
- 305年頃 - リュコポリスのメリティオス（英語版）がアレクサンドリア教会から分派する（メリティオス派）。
- 306年
  - テトラルキア内戦（英語版）
    - コンスタンティヌス1世がガリアでローマ皇帝を称す。
- 309年 - ローマ皇帝コンスタンティヌス1世によりソリドゥス金貨（ノミスマ）が発行される。

### 310年代
- 310年 - クチャ出身の仏図澄が洛陽に来て仏教を布教。
- 310年頃 - スリランカのスリー・メーガワンナ（英語版）王の治世第9年にインドのカリンガ国より仏歯が招来される。
- 311年 - 西晋で永嘉の乱。華北への異民族侵入が激化し、匈奴の劉聡らが洛陽を陥落させる。
- 312年 - ミルウィウス橋の戦いで、コンスタンティヌス1世がマクセンティウスに勝利し、帝国西方唯一の皇帝となる。
- 313年
  - ローマ皇帝コンスタンティヌス1世とリキニウスがミラノ勅令でキリスト教を公認する。
  - 西晋の懐帝が平陽で処刑され、甥の愍帝が長安に政権を立てる。
  - 高句麗の美川王が楽浪郡を滅ぼし、楽浪郡と帯方郡を併合する。
- 314年 - アルル教会会議でドナトゥス派が排撃される。
- 315年 - フォロ・ロマーノのコンスタンティヌスの凱旋門が建設される。
- 316年 - 長安が陥落し、愍帝が捕縛され、西晋が滅亡。
- 317年 - 琅邪王司馬睿（元帝）が建康を都として東晋を建国（- 420年）。
- 319年 - 前趙から自立した羯族の石勒が後趙を建国。

### 320年代
- 320年 - インドでチャンドラグプタ1世がグプタ朝を建国。
- 322年 - 東晋で王敦の乱（ - 324年）。
- 324年
  - クリュソポリスの戦い（英語版）で、西方正帝コンスタンティヌス1世が東方正帝リキニウスに勝利する。
    - リキニウスは処刑されテトラルキアは完全に崩壊。コンスタンティヌス1世によるローマ帝国の統一。

  - ローマ教皇シルウェステル1世によりローマのサン・ジョバンニ・イン・ラテラノ大聖堂の献堂式が行われる。
- 325年 
  - 第1回ニカイア公会議（5月20日 - 6月19日）。
    - 最初の全地公会議。アレイオス派を排斥し、ニカイア信条を採択、復活祭の日付を制定。
- 326年
  - 皇帝コンスタンティヌス1世が妻ファウスタと息子のクリスプス（ファウスタの子ではない）を処刑。
  - 皇帝コンスタンティヌス1世の母ヘレナがキリストの聖遺物を発見しエルサレムに聖墳墓教会が建立される。
- 327年 - 東晋で蘇峻の乱（ - 329年）。

### 330年代
- 330年
  - 皇帝コンスタンティヌス1世がビュザンティオンをコンスタンティノポリスに改名しローマから都を遷す。
  - 前趙を滅ぼし華北の大半を併せた後趙の石勒が皇帝となる（高祖明帝）。
- 332年 - ローマ帝国でコロヌスの土地緊縛令。
- 337年
  - ニコメディアでローマ皇帝コンスタンティヌス1世が死去。コンスタンティヌス1世の息子たちでローマ帝国が三分割される
    - 長男コンスタンティヌス2世が帝国西方を、次男コンスタンティウス2世が帝国東方を、三男コンスタンス1世が帝国中央を相続。

  - 国王ミリアン3世によりイベリア（現在のジョージア）がキリスト教を国教とする（イベリア王国のキリスト教化）。
- 338年 - 「建武四年」の銘がある金銅仏坐像（伝河北省石家荘出土、サンフランシスコ・アジア美術館（英語版）蔵）が作られる。
  - 「建武」は後趙石虎の年号で、この像は現時点で紀年銘のある最古の中国の仏像である。
- 339年 - サーサーン朝のシャープール2世のキリスト教徒迫害が始まる。

### 340年代
- 340年頃
  - 「皇女コンスタンティナの石棺（英語版）」（ヴァティカン美術館蔵）が作られる。
  - ウルフィラがドナウ川北方でゴート人にキリスト教アリウス派を布教し、聖書のゴート語訳を行う。
- 346年 - 朝鮮半島でツングース語族とも扶余語族とも仮説を挙げられている満州の夫余の一派が南下して馬韓を統一し、百済を建国する。
- 347年 - 東晋の桓温が成漢を滅ぼし四川を併合。

### 350年代
- 350年
  - アクスム王国（現エチオピア）がキリスト教を国教とする。
  - 冉閔が後趙の石氏ら胡族を虐殺し、漢民族優位の冉魏を建国（冉閔の乱）。
- 350年頃
  - アクスム王国がクシュ王国を滅ぼす。
  - バクトリア地方にキダーラ朝が成立する
- 353年
  - コンスタンティウス2世がローマを再統一する。
  - 東晋の書家王羲之が曲水の宴を蘭亭で催し『蘭亭序』を書く。
- 356年 - 新羅で訖解尼師今が死去し昔氏王統が断絶、奈勿尼師今が即位し金氏王統が始まる。
  - 新羅は始皇帝の労役から逃亡してきた秦人を起源とする辰韓諸国の一つでこの時期までに朝鮮半島南東部を統一したとされる。
- 357年
  - 前燕が中原に進出する。これにより高句麗が再起する。
  - アルゲントラトゥムの戦い(ストラスブールの戦い)でローマ副帝ユリアヌスがアレマンニ族に勝利。
- 358年 - 属州ビテュニアの首府ニコメディアで大地震。
- 359年 - 「ユニウス・バッススの石棺（英語版）（サン・ピエトロ大聖堂宝物館蔵）」が作られる。

### 360年代
- 360年
  - コンスタンティウス2世がコンスタンティノポリスに聖ソフィア大聖堂を建立。
  - ユリアヌスがルテティアにてローマ皇帝に即位。ルテティアはガリア系パリシイ族の名にちなみパリに改名される。
- 361年
  - ユリアヌスがコンスタンティウス2世の死去に伴い首都に入城。「異教」復活政策を開始（背教者ユリアヌス）。
- 363年
  - ユリアヌスのペルシア遠征（英語版）。
    - ユリアヌスはユーフラテス川を渡りサーサーン朝の都クテシフォンに迫る。
    - クテシフォン撤退ののちサマラの戦い（英語版）でユリアヌス戦死。
    - 後継の皇帝ヨウィアヌスはニシビスとシンガラをペルシアのシャープール2世に割譲し退却。
    - ニシビスのキリスト教徒（シリアのエフレムほか）とその学院はエデッサに逃れる。

  - ラオディキア教会会議（英語版）。
  - ガリラヤ地震 (363年)（英語版）でナバテア地方のペトラが甚大な被害。
  - 東晋で桓温による「庚戌土断」が行われる。
- 364年
  - ローマ皇帝ヨウィアヌス死去、後継の皇帝ウァレンティニアヌス1世が即位。
- 365年
  - 皇帝ユリアヌスの従兄弟プロコピウスの反乱。
  - クレタ島沖を震源地とする大地震が発生。
    - この地震と津波によりギリシア・シチリア島・エジプト・イベリア半島・リビア（キュレネ・サブラタ）が壊滅的な被害。
- 366年 - 前秦支配下の敦煌鳴沙山の断崖に僧楽僔が石窟を掘る（敦煌莫高窟の始まり）。
- 367年 - アレクサンドリア司教アタナシオスが『新約聖書』を現行27文書に限定することを通達（復活祭書簡）。
  - 『新約聖書』から除かれた文書が外典とされ、この時期に『ナグ・ハマディ文書』も隠匿されたか。
- 369年
  - 倭国が朝鮮半島南部に任那を建国、倭国の北限とする。
  - 石上神宮に所蔵されている七支刀は銘文によるとこの年に作られたか。
  - 第287回オリンピック。記録に残る最後のオリンピック。

### 370年代
- 370年 - 前秦が前燕を滅ぼし華北を統一。
- 371年 - 百済の近肖古王が平壌へ攻め込み高句麗の故国原王を戦死させる。
- 372年 - 前秦の苻堅から高句麗の小獣林王のもとに仏教が伝えられる。
- 373年 - シリアのキリスト教修道士エフレム死去。
- 375年 - フン族が黒海北岸にいた東ゴート族を圧迫し服属させる。ゲルマン民族大移動の発端。
- 376年
  - インドのグプタ朝でチャンドラグプタ2世が即位する。
  - 後の西ゴート人の前身となるゴート系難民集団がドナウ川を突破しローマ帝国領内に侵入を開始。
- 378年
  - コンスタンティノポリスのヴァレンス水道橋が完成する。
  - ローマ皇帝ウァレンスがハドリアノポリスの戦いで西ゴート人に敗れ戦死。
  - テオティワカンの将軍シヤフ・カックがティカルを征服し、テオティワカン王族のヤシュ・ヌーン・アイーン1世が即位。

### 380年代
- 380年 - テッサロニキ勅令（英語版）。
- 380年頃 - 「エスクイリーノの財宝（英語版）（大英博物館蔵）」が埋蔵される。
- 381年 - 第1コンスタンティノポリス公会議。
  - アポリナリオス主義を排斥し、三位一体論の定義やニカイア・コンスタンティノポリス信条を採択（一般には公会議中に信条が採択されたとされているが、この信条を公会議の中で採択した記録は存在せず、信条が採択された時期については様々な議論がある[1]）。
- 382年 
  - ローマ皇帝グラティアヌスが異教と異教神官の特権を剥奪し、元老院議場から勝利女神ウィクトリアの祭壇の撤去を命じる。
    - 同時にグラティアヌスは「最高神祇官（ポンティフェクス・マクシムス）」の称号を拒否し、この称号は教皇に譲渡される。

  - ローマ教皇ダマスス1世に命じられヒエロニムスが聖書のラテン語訳に着手する（ヴルガータ、完成は405年頃）。
- 383年 - 淝水の戦いで、東晋が前秦に勝利する。前秦の苻堅は求心力を失い、以後華北は分裂する。
- 384年
  - 慕容垂が自立し後燕を建国。
  - 東晋の慧遠が廬山に入り東林寺を創建。
  - 東晋から百済に仏教が伝来する。
  - アルメニア王国が東西に分割され、それぞれサーサーン朝とローマ帝国の支配下に置かれる。
- 385年
  - エジプトのアレクサンドリア市のセラピウム（セラピス神殿）が破壊される。
  - 後秦の姚萇が苻堅を殺害する。
- 386年 - 鮮卑の拓跋珪（道武帝）が自立し、盛楽を都とする北魏を建国。

### 390年代
- 390年
  - 慧遠が廬山にて白蓮社を結成する。
  - テッサロニキの虐殺で、ミラノ司教アンブロシウスが皇帝テオドシウス1世を破門する。
  - 「テオドシウスのオベリスク」がコンスタンティノポリスの競馬場（ヒッポドローム）に建立される。
    - これはエジプト第18王朝の王トトメス3世がルクソールのカルナック神殿に建てたものを移送したものである。
- 391年 - 倭軍が渡海して百済・新羅を破り、臣民とする（高句麗広開土王碑）。
- 392年 - ローマ皇帝テオドシウス1世がキリスト教を国教と定め、ローマ帝国内での異教を禁止する。
- 393年 - 第293回オリンピック。古代オリンピック最後の年といわれるが、記録には残っていない。
- 394年
  - フリギドゥスの戦いで、簒奪者エウゲニウスを倒した皇帝テオドシウス1世により東西ローマ帝国が再統合される。
  - フォロ・ロマーノにあるローマ建国以来燃え続けてきたウェスタ神殿の「ウェスタの聖なる火（英語版）」が消される。
  - エジプトのフィラエ島イシス神殿に現存する最後のヒエログリフが刻まれる。
- 395年 - テオドシウス1世が死去し、ローマ帝国が東西に分割相続される。
  - 東ローマ帝国をアルカディウス帝が、西ローマ帝国をホノリウス帝が継承。
  - 東ローマ皇帝の後見者ルフィヌス（英語版）が、西ローマ皇帝の後見者スティリコと対立し殺害される。
- 396年
  - 高句麗の談徳（広開土境好太王）が百済を攻め、その北部を領土とし、城下の誓いをさせる（広開土王碑）。
  - 西ゴート族のアラリック王がギリシアのアッティカ地方に侵入し、アテネ・エレウシス・コリントが略奪される。
- 397年
  - 河西回廊の後涼から南涼・北涼が独立し、姑臧で郭黁の乱が起こる。
  - 第三カルタゴ教会会議で『新約聖書』の選定が確認される。
- 398年 - 北魏の道武帝が盛楽から平城に都を遷す。
- 399年
  - 中国の法顕が仏典を求めてインドに赴く。
  - 百済が3年前の誓いに背き、倭と連合して新羅に侵入したため、新羅は高句麗に援助を求める（広開土王碑）。
- 4世紀後半
  - 日本国内最大級の円墳である奈良市の富雄丸山古墳が作られる。
    - この古墳の埋葬施設から国内最大級の「盾形銅鏡」や「鉄製蛇行剣」が出土する。
- 4世紀 - 5世紀
  - タリム盆地の墓地で「営盤の美男」が埋葬される。
    - このミイラの男性はコーカソイド人種で白い仮面を被り紅い死装束（中国語版）を着けていた（新疆ウイグル自治区博物館蔵）。

## 空白の4世紀
中国の歴史文献において266年から413年にかけての倭国に関する記述がなく、ヤマト王権の成立過程などが把握できないため、日本において「空白の4世紀」または「謎の4世紀」とも呼ばれている。三国志の魏志に登場する邪馬台国がそのままヤマト王権へと発展したのか、それとも邪馬台国が別の勢力に滅ぼされたのか、天孫降臨神話とも絡んで、論争の的になっている。

## 文化
日本では古墳時代前期にあたる。古墳の副葬品として鉄製の農耕具が発見されていることから、鉄器の利用や農耕が行われていたと推測されている。また中国と交易が行われていた。

## 人物

### 地中海世界
- コンスタンティヌス1世（274年？ - 337年） - ローマ帝国皇帝（在位306年 - 337年）・ミラノ勅令でキリスト教を公認する
- ユリアヌス（331年/332年 - 363年） - ローマ帝国皇帝（在位361年 - 363年）・異教を擁護し「背教者」と呼ばれる
- ウァレンティニアヌス1世（321年 - 375年）- ローマ帝国皇帝（在位364年- 375年）・帝国北方の防備体制を再構築する
- ウァレンス（328年 - 378年） - ローマ帝国皇帝（在位364年 - 378年）・ハドリアノポリスの戦いでゴート族に敗死
- テオドシウス1世（346年 - 395年） - ローマ帝国皇帝（在位379年 - 395年）・その死後にローマ帝国は東西に分裂
- アルカディウス（377年 - 408年） - 東ローマ帝国最初の皇帝（在位395年 - 408年）・皇帝テオドシウス1世の長男
- ホノリウス（384年 - 423年） - 西ローマ帝国最初の皇帝（在位395年 - 423年）・皇帝テオドシウス1世の次男
- フリティゲルン（？ - 380年頃） - 西ゴート族の族長・ドナウ川を渡りハドリアノポリスの戦いでローマ皇帝ウァレンスを敗死させる
- アンミアヌス・マルケリヌス（325年/330年 - 391年以後） - ローマ帝国の軍人・歴史家として帝政後期をまとめた『歴史』を著す
- エウトロピウス（コンスル）（英語版）（？ - 399年） - ローマ帝国の政治家・ルフィヌスを殺害させ宮廷を支配・宦官として最初のコンスルに就任
- ラクタンティウス（240年頃 - 320年頃） - キリスト教神学者・『迫害者たちの死』『神の教程』の著作がある
- イアンブリコス（245年 - 325年） - 後期ネオプラトニズム（新プラトン主義）の代表とされる哲学者・ピタゴラス主義にも傾倒
- アレイオス（250年 - 336年） - キリスト教神学者でアレクサンドリアの司祭・アリウス派の祖
- 大アントニオス（251年頃 - 356年）- エジプトの隠修士で東方修道制の父・弟子にマカリオスらがいる
- コルドバのホシウス（英語版）（257年頃 - 359年）-  キリスト神学者・ニカイア公会議の進行役となりニカイア信条をまとめる
- 啓蒙者グレゴリオス（英語版）（257年頃 - 331年頃）-  キリスト教宣教者・アルメニアをキリスト教化する
- カイサリアのエウセビオス（263年頃 - 339年）- キリスト教神学者で歴史家・『教会史』などの著作がある
- ニコメディアのエウセビオス（英語版）（？ - 341年）- コンスタンティノープル主教で皇帝コンスタンティヌス1世の側近
- ミラのニコラオス（270年頃 - 345年/352年） - キリスト教神学者・リュキアのミラ大主教・サンタクロースの原型となる
- パップス（290年頃 - 350年頃） - アレクサンドリア出身の数学者・「パップス・ギュルダンの定理」や「パップスの中線定理」を発見
- 大パコミオス（290年頃 - 346年） - エジプトの修道士・独居から発展した共住修道制の祖・ナイル川沿いのタベンニシに修道院を建立
- グルジアのニノ（296年 - 338年/340年） - キリスト教宣教者・グルジアをキリスト教化する・葡萄十字でも有名
- アタナシオス （298年 - 373年） - キリスト教神学者でアレクサンドリア主教・三位一体論を確立
- シリアのエフレム（306年頃 - 373年） - キリスト教神学者・反アリウス派の立場からシリアで活躍・聖歌（祈祷文）作家でもある
- アウソニウス（310年 - 393年頃） - ガリア出身の著述家・詩人として『モゼラ』を執筆・皇帝グラティアヌスの宮廷に伺候し顕職を歴任
- ウルフィラ（311年 - 382年） - キリスト教神学者（アリウス派）・聖書をゴート語に訳しゲルマン人に宣教
- エルサレムのキュリロス（313年頃 - 386年） - キリスト教神学者・エルサレム司教・第二全地公会議に出席し異端を論駁
- サラミスのエピファニオス（英語版）（315年 - 403年） - キリスト教神学者・著書『パナリオン（薬籠）』で異端諸派を論駁する
- ポワティエのヒラリウス（315年頃 - 368年頃） - キリスト教神学者・「西方のアタナシオス」と呼ばれアリウス派を論駁・教会博士
- トゥールのマルティヌス（316年頃 - 397年/400年） - ガリア（フランス）の修道士・西方修道制の祖
- アウレリウス・ウィクトル（英語版）（320年頃 - 390年頃） - 政治家・属州総督・歴史家としては『皇帝たちについて』を残す
- エウトロピウス（歴史家）（320年頃 ‐ 4世紀末） - 政治家・属州総督・歴史家としては『首都創建以来の略史（イタリア語版）』を残す
- アエリウス・ドナトゥス（生没年不詳） - 文法学者・ラテン教父ヒエロニムスの師・その著『大文法学』『小文法学』は後世の教科書となる
- ナジアンゾスのグレゴリオス（329年 - 389年） - キリスト教神学者・カッパドキア三教父の一人・三成聖者の一人
- カイサリアのバシレイオス（330年頃 - 379年） - キリスト教神学者・カッパドキア三教父の一人・三成聖者の一人
- ニュッサのグレゴリオス（335年頃 - 394年以降） - キリスト教神学者・カッパドキア三教父の一人
- キュジコスのエウノミオス（335年頃 - 394年頃） - キリスト教神学者・アリウス派の流れから不相似（アノモイオス）説を唱え異端とされる
- アレクサンドリアのテオン（335年頃 - 405年頃） - 天文学者・数学者・哲学者・アレクサンドリア図書館の最後の所長・ヒュパティアの父
- シュンマクス（英語版）（340年 - 402年） - ローマ元老院議員・勝利女神の祭壇設置問題でアンブロシウスと対立し異教を擁護
- アンブロシウス（340年？ - 397年） - キリスト教神学者・ミラノの司教・四大ラテン教父の一人・シュンマクスとは論敵
- エヴァグリオス・ポンティコス（345年 - 399年/400年） - エジプトの修道士・代表作は『修行論』『祈祷論』・没後にオリゲネス的傾向を批判される
- プルデンティウス（348年 - 410年頃） - キリスト教ラテン語詩人・代表作に『日々の賛歌』『霊魂をめぐる戦い』がある
- エゲリア（4世紀後半） - ヒスパニア出身の修道女・著述家・エルサレムなど東方各地を回り教会や修道院の様子を記録した『巡礼記』を残す
- ウェゲティウス（4世紀後半） - 軍事学者・ローマ帝国の軍団（レギオン）の組織や編成・戦略や戦術をまとめた『軍事論』を執筆
- ニニアン（360年頃 - 432年頃） - キリスト教宣教師・スコットランド南部に上陸し初めてピクト人にキリスト教を伝える
- クラウディアヌス（370年頃 - 404年頃） - 最末期のラテン詩人・皇帝ホノリウスや将軍スティリコの称賛詩を残す

### アフリカ
- エザナ（？ - 356年） - エチオピアのアクスム王国国王（在位303年 - 356年）・キリスト教を受容・「エザナ王の碑文」も有名
- エチオピアのフルメンティ（？ - 383年） - キリスト教宣教者・アタナシオスの弟子・アクスム王国のキリスト教化を進める

### ペルシア
- シャープール2世（309年 - 379年） - サーサーン朝の第9代君主（在位309年 - 379年）・ローマ皇帝ユリアヌスを戦死させる

### インド
- チャンドラグプタ1世（生没年不詳） - インド・グプタ朝の建国者（在位320年頃 - 335年頃）・パータリプトラを都とする
- サムドラグプタ（生没年不詳） - インド・グプタ朝第2代の王（在位335年頃 - 376年頃）・南インドにまで勢力を拡大
- チャンドラグプタ2世（生没年不詳） - インド・グプタ朝第3代の王（在位376年 - 415年）・グプタ朝の最盛期
- シュードラカ（英語版）(生没年不詳) - インド・グプタ朝時代の劇作家・戯曲『ムリッチャカティカー（土の小車）』の作者
- カーリダーサ（生没年不詳） - インド・グプタ朝の詩人・劇作家・抒情詩『メーガ・ドゥータ』や戯曲『シャクンタラー』の作者
- ヴァーツヤーヤナ（生没年不詳） - インド・グプタ朝のニヤーヤ派の学者・宮廷詩人でもあり『カーマ・スートラ』を編纂したか
- アサンガ（無著）（310年頃 - 390年頃） - インドの大乗仏教の僧侶・唯識派の祖で『摂大乗論』を執筆・ヴァスバンドゥは実弟
- ヴァスバンドゥ（世親）（310年頃 - 390年頃） - インドの大乗仏教の僧侶・唯識派の祖で『唯識二十論』を執筆・アサンガは実兄
- スリー・メーガワンナ（？ - 328年） - スリランカの王（在位301年 - 328年）・インドのカリンガから招来された仏歯をもとに仏歯寺を建立

### 東アジア

#### 五胡十六国から北魏
- 仏図澄（232年 - 348年） - 五胡十六国時代の西域からの渡来僧・後趙の石勒・石虎に軍師として用いられる
- 劉淵（251年？ - 310年） - 五胡十六国時代の前趙の初代皇帝（高祖）（在位304年 - 310年）・西晋から自立し平陽に都を置く
- 劉聡（？ - 318年） - 五胡十六国時代の前趙の第3代皇帝（昭武帝）（在位310年 - 318年）・永嘉の乱に勝利し洛陽を占領
- 石勒（274年 - 333年）- 五胡十六国時代の後趙の初代皇帝（高祖）（在位319年 - 333年）・張賓の補佐により官制を整備し仏教を保護した
- 石虎（295年 - 349年）- 五胡十六国時代の後趙の第3代皇帝（武帝）（在位333年 - 349年）・暴君として名高い・都を鄴に遷す
- 釈道安（314年 - 385年） - 五胡十六国時代の僧・仏図澄の弟子・格義仏教に反対し戒律を含む僧制を整備し中国仏教の基礎を築く
- 王猛（325年 - 375年） - 五胡十六国時代の前秦の宰相・苻堅に仕え華北統一に貢献したが東晋との全面戦争には反対した
- 苻堅（338年 - 385年） - 五胡十六国時代の前秦の第3代皇帝（世祖）（在位357年 - 385年）・華北を統一するが淝水の戦いで敗北
- 拓跋珪（371年 - 409年） - 北朝北魏の初代皇帝（道武帝）（在位398年 - 409年）・柔然や高車を征服して華北を平定

#### 西晋・東晋
- 司馬越（？ - 311年） - 西晋の皇族（東海王）・八王の乱を終結させ懐帝を擁し実権を握る・その死とともに永嘉の乱が始まる
- 郭象（252年 - 312年） - 西晋の官僚・思想家・清談に優れ何晏や王弼の玄学に続き『荘子』に注をつける
- 王衍（256年 - 311年） - 西晋の政治家・八王の乱後の西晋を東海王越とともに支えるが石勒に捕縛され殺害される
- 陶侃（259年 - 334年） - 西晋から東晋の将軍・杜弢の乱や蘇峻の乱の鎮圧に功をなし東晋の安定に尽くす・陶淵明の曽祖父
- 王敦（266年 - 324年） - 西晋から東晋の政治家・従弟の王導と共に東晋の建国に協力・後に王敦の乱を起こす
- 司馬睿（276年 - 322年） - 東晋の初代皇帝（元帝）（在位318年 - 322年）・長安陥落に伴い建康を都として晋を再興
- 王導（276年 - 339年） - 西晋から東晋の政治家・東晋の建国に協力し琅邪王氏の基礎を築く
- 蘇峻（？ - 329年） - 西晋から東晋の軍人・王敦の乱の鎮圧に功があったが不満を持ち蘇峻の乱を起こす
- 郭璞（276年 - 324年） - 西晋から東晋の文学者・卜者・王導に重用され『爾雅』『方言』『山海経』に注をつける
- 葛洪（283年 - 343年） - 西晋から東晋の道教思想家・著作に『神仙伝』『抱朴子』がある
- 干宝（？ - 336年） - 東晋の史官・元帝に『晋紀』を上奏した・志怪小説集『捜神記』の著者でもある
- 王羲之（303年 - 361年） - 東晋の政治家・書家で「書聖」とも呼ばれる・代表作に「蘭亭序」がある
- 桓温（312年 - 373年） - 東晋の政治家・軍人・土断法の実施や軍事的成功により政権を掌握し禅譲を望むが失敗
- 支遁（314年 - 366年） - 東晋の僧侶・老荘思想の概念で仏教を解釈する格義仏教の中心人物・著作に『文翰集』がある
- 謝安（320年 - 385年） - 東晋の宰相・桓温の簒奪の阻止し淝水の戦いを勝利に導く
- 黄初平（328年？ - 386年？） - 東晋の道士・金華山で活躍し後年は「黄大仙」として祀られる・「叱石成羊」の故事で有名
- 王献之（344年 - 386年） - 東晋の書家・父の王羲之と並び「二王」と称される・代表作に「中秋帖」「地黄湯帖」がある
- 顧愷之（344年？ - 405年？） - 東晋の画家で「画聖」とも呼ばれる・代表作に「女史箴図」「洛神賦図」がある
- 孫恩（？ - 402年) - 東晋の宗教家（五斗米道）・江南の信徒を集め反乱を起こし建康に迫るが敗走し自殺
- 司馬道子（364年 - 402年） - 東晋の皇族・政治家・簡文帝の末子で孝武帝の末弟・政局を壟断するが桓玄の乱で殺害される